# SAZAS letna lestvica slovenskih skladb 2001
SAZAS letna lestvica najbolj predvajanih slovenskih skladb 2001, ki vključuje le domače izvajalce za dve TOP 50 lestvici: reparticijski razred 100 (nacionalni radio) in razred 110 (komercialne postaje).

## Kategorija
Celotna lestvica obeh kategorij obsega Top 50 slovenskih skladb leta 2001.
| Mesto | Naslov                 | Izvajalec     |
| ----- | ---------------------- | ------------- |
| 1     | "En korak"             | Panda         |
| 2     | "Življenje je"         | Andraž Hribar |
| 3     | "In sta šla"           | Tinkara Kovač |
| 4     | "Vzemi mojo dlan"      | Karmen Stavec |
| 5     | "Sonce"                | Planet Groove |
| 6     | "Ko so lipe cvetele"   | Orlek         |
| 7     | "Srečen z njo"         | Botri         |
| 8     | "Letim"                | Katrinas      |
| 9     | "Rože z domačega vrta" | Slapovi       |
| 10    | "Bolj star bolj nor"   | Zoran Predin  |

| Mesto | Naslov                  | Izvajalec    |
| ----- | ----------------------- | ------------ |
| 1     | "Ustnice brez poljubov" | Ritem Planet |
| 2     | "Samo edini"            | Siddharta    |
| 3     | "Ko te ni"              | Sound Attack |
| 4     | "Ogenj in led"          | Anika Horvat |
| 5     | "Ko so lipe cvetele"    | Orlek        |
| 6     | "Reci da si za"         | Sebastian    |
| 7     | "Lunapark"              | Kingston     |
| 8     | "Srečen z njo"          | Botri        |
| 9     | "Izgubiva se v noč"     | Kingston     |
| 7     | "Tabu"                  | Tabu         |